# Seikan
Predor Seikan (japonsko 青函トンネル Seikan Tonneru ali 青函隧道 Seikan Zuidō) je 53,85 km dolg enocevni železniški predor, ki povezuje glavna japonska otoka Honšu in Hokaido. 23,3 km predora poteka pod Tsugarujskim prelivom v globini okrog 100 m pod morskim dnom in 240 m pod morsko gladino na najnižji točki. S tem je bil najdaljši in najgloblji železniški predor na svetu, ob čemer pa ima predor pod Rokavskim prelivom daljši odsek, speljan pod morskim dnom (37,9 km). Po dolžini in globini ga je ob izgradnji leta 2016 presegel bazni predor Gotthard v Švici.
Ideja o fiksni prometni povezavi med otokoma je stara že stoletje, geološko sondiranje pa se je pričelo kmalu po drugi svetovni vojni, ko je Japonska izgubila prekomorska ozemlja in se je v domovino vrnilo večje število ljudi. V 1950. letih se je zgodilo več odmevnih nesreč trajektov, poleg tega so projekcije naraščanja prometa predvidele zapolnitev kapacitete pristanišč. Septembra 1971 je bila sprejeta odločitev o začetku gradnje in izbran načrt enocevnega predora. Gradnja je bila zaradi geološke sestave tal težavna in med vrtanjem je umrlo 34 delavcev. 27. januarja 1983 je bila prebita pilotna cev, 10. marca 1985 pa še glavna. Predor je bil končan in uradno odprt tri leta kasneje, 13. marca 1988.
Že med gradnjo so se pojavili dvomi o ekonomski upravičenosti, saj je postalo jasno, da so bile ocene o naraščanju prometa previsoke, hkrati pa se je pričel intenzivneje razvijati zračni promet. Takoj po odprtju je bil ves železniški prevoz med otokoma preusmerjen skozi Seikan. Kasneje se je res izkazalo, da ta železniška povezava ne more konkurirati bistveno hitrejšim in zaradi deregulacije trga tudi cenejšim letalskim povezavam - za primer, vožnja z vlakom med Tokiom in Saporom skozi Seikan traja več kot deset ur in pol, s čimer je skoraj trikrat počasnejša od poleta, vključno s potjo na letališče. Od odprtja leta 1988 je potniški promet skozi predor upadel za več kot tretjino, zaradi česar je operater uvedel luksuzne spalne vlake za nekatere nočne povezave. Vse dražje postaja tudi vzdrževanje. Konec marca 2016 je bila odprta razširitev omrežja hitrih vlakov šinkansen skozi Seikan na Hokaido. Zaenkrat vozijo ti vlaki do kraja Hakodate na jugu otoka, podaljšanje proge do Sapora pa naj bi bilo zgrajeno do leta 2031. Z najhitrejšo povezavo traja zdaj vožnja med Tokiom in Hakodatejem štiri ure, skoraj uro manj kot prej.

## Tehnični podatki
Po dolžini predora potekajo tri cevi: glavna s širino 9,7 in višino 7,85 m, vzporedna servisna cev, do katere vodijo povezovalni prehodi, in pilotna cev pod njima, ki so jo vrtali pred glavno cevjo, da so preučili geološko sestavo tal. Pilotna cev zdaj služi za prezračevanje in odvodnjavanje.
Po Seikanu zdaj vozijo ozkotirni konvencionalni vlaki, njegova posebnost pa je, da je bil že ob izgradnji predviden za omrežje šinkansen, katerega vlaki uporabljajo normalno širino proge. Pragovi so toliko širši, da so nanje ob nadgradnji lahko namestili dodatno tirnico. Vsaka od obeh prog ima torej po tri tirnice, ena je skupna obema tipoma vlakov, druga in tretja pa sta ustrezno odmaknjeni - druga za konvencionalne in tretja za vlake šinkansen. Skladno s tem so bili podaljšani zavoji in zmanjšan naklon na 12 ‰, kar je razlog, zakaj sta konca predora tako dolga. Tirnice so zvarjene po skoraj vsej dolžini predora, saj sistem za signaliziranje uporablja neizoliran električni krog prek tirnic.
Znotraj predora sta dve postaji: Jošioka-Kaitei (吉岡海底駅 Yoshioka-Kaitei-eki) in Tapi-Kaitei (竜飛海底駅 Tappi-Kaitei-eki), tik pod obalno črto, s čimer sta med redkimi podmorskimi postajami na svetu. Služita tudi kot zasilna izhoda za primer nesreče, predvsem pa kot turistična znamenitost. Leta 2013 so ju zaprli zaradi gradbenih del ob nadgradnji predora.